# Villa Seyd

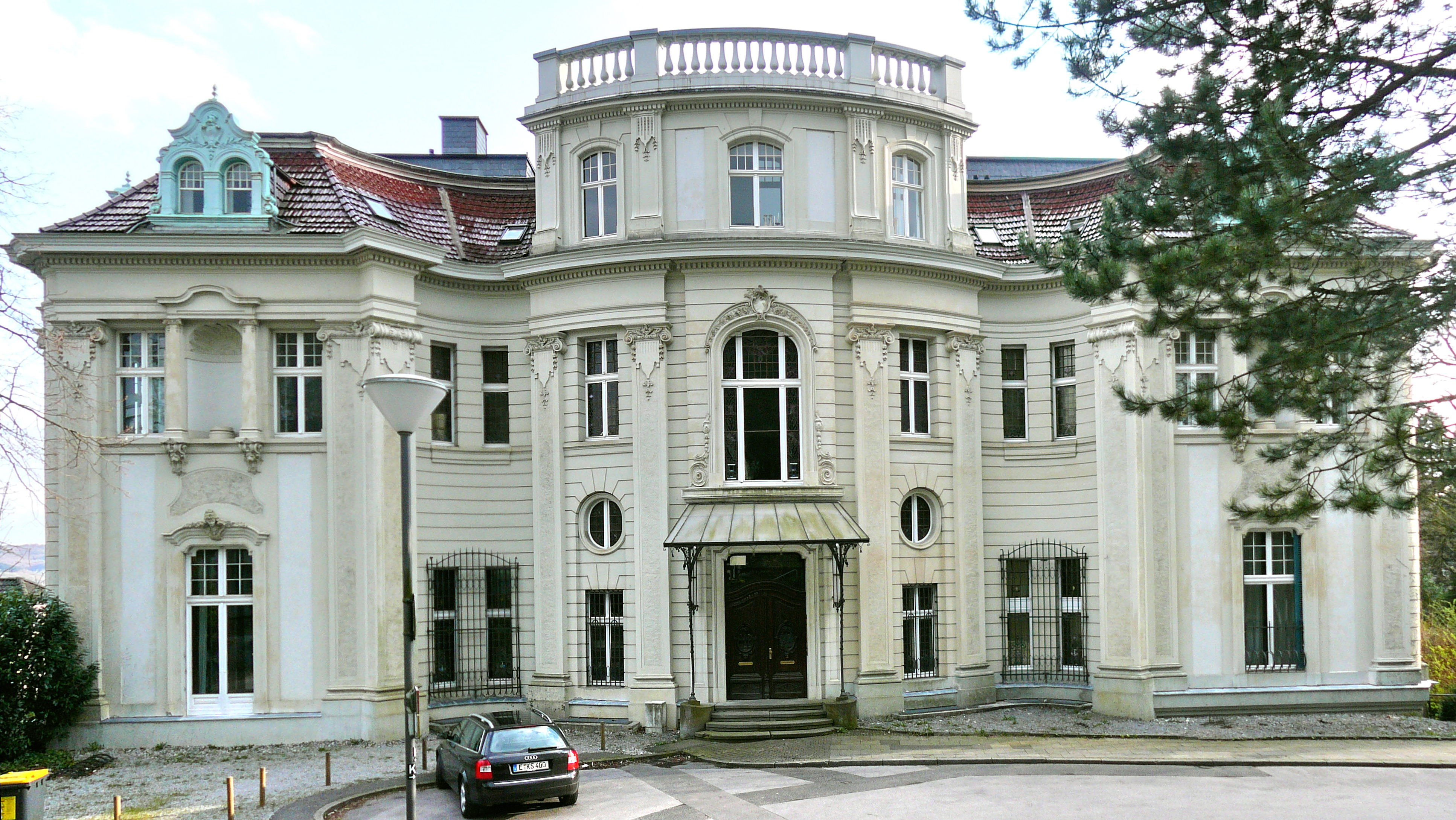
Villa Seyd

Die Villa Seyd befindet sich im Wuppertaler Stadtbezirk Uellendahl-Katernberg, Adalbert-Stifter-Weg 54 (früher Kohlstraße 38), und zählt zu den größten Villen in Wuppertal. Sie wurde von 1897 bis 1899 im Auftrag des Fabrikanten Carl Hermann Seyd nach einem Entwurf des Elberfelder Architekten Heinrich Plange errichtet. Als Baudenkmal seit dem 19. Dezember 1984 unter Schutz gestellt, führt sie die Denkmalliste der Stadt Wuppertal unter der Nr. D227.

## Geschichte

### Der Bauherr
Carl Hermann Seyd (1850–1912) war das zehnte Kind des in den 1820er Jahren von Dortmund nach Elberfeld zugezogenen Fabrikanten Friedrich Seyd († 1856) und der Julie, geb. Cords. Zunächst noch als Kaufmann in der Firma seines Bruders Carl beschäftigt, gründeten Friedrich und Julie Seyd im Jahr 1828 das Textilhandelsgeschäft „Friedrich Seyd“. Dank großer Nachfrage nach Stoffen konnte bereits 1832 ein großes Areal an der Hofauerstraße angekauft und mit Lager- und Betriebsgebäuden bebaut werden. Aus dem ursprünglichen Einzelhandelsgeschäft entstand so der erste Textilgroßhandel auf dem Gebiet der heutigen Stadt Wuppertal, der als solcher zudem über lange Jahre führend blieb. Ab 1857 nahm Julie Seyd nacheinander ihre vier Söhne als Teilhaber in die nunmehrige Firma Friedrich Seyd & Söhne auf. Zuletzt im Jahr 1872 Carl Hermann Seyd, der sie ab 1879 als alleiniger Inhaber weiterführte.
Hermann Seyd war zweimal verheiratet, zunächst mit Elise, geb. Ernst (1855–1889) und danach mit deren Schwester Anna (1864–1947).:120 Von den acht Kindern, je vier aus jeder Ehe, Hermann Seyds, besaß nur der älteste Sohn Gustav Seyd (1875–1930) ein größeres Interesse an der Weiterentwicklung des väterlichen Unternehmens. Unter ihm erlebte es auch bis in die 1920er Jahre seine Blütezeit. Nach dem Zweiten Weltkrieg war die Firma „Seyd & Söhne“ dann allerdings auch der erste Wuppertaler Textilgroßhandel, der unter dem Druck sich verändernder Rahmenbedingungen schließen musste. Die Firmengrundstücke an der Hofauerstraße 56 wurden 1957 veräußert.:121 Hermann Seyd war förderndes Mitglied des „Elberfelder Verschönerungsvereins“. Er unterstützte insbesondere die Verbesserung der Wege, die durch den „Mirker Hain“ führten, der nördlich an seine Villa anschloss.:123

### Die Villa
Schon vor der Errichtung der heutigen Villa Seyd, befand sich auf dem Gelände eine Villa im Besitz der Familie, die wohl als Sommerhaus genutzt wurde. Der nicht zuletzt den gewachsenen Repräsentationsverpflichtungen nicht mehr entsprechende und wohl auch nach seiner Größe nicht mehr zeitgemäße Bau wurde vermutlich um 1906 abgebrochen.:121f
Der Grundstein zu dem nach Entwurf Planges entstandenen Neubau, wurde nach einer Notiz Hermann Seyds am 21. Juli 1897 gelegt. Im Juni 1899 konnte die Villa von der inzwischen sechsköpfigen Familie Hermann Seyd und fünf Hausangestellten (Köchin, Hausdame und drei „Mädchen“) bezogen werden. Nur kurze Zeit nach dem Tod ihres Mannes zog dessen zweite Frau Anna Seyd nach Süddeutschland. Bewohner des Hauses blieb bis 1961 der Sohn Friedrich, der allerdings bis zu diesem Zeitpunkt den ursprünglich 130.000 m² großen Park immer weiter zu Gunsten von Baulandgewinnung verkleinerte, bis schließlich nur noch 2000 m² mit der aufstehenden Villa verblieben. Diese veräußerte er 1961 an den Wirtschafts- und Steuerberater Lommerzheim, der sie schließlich im Jahr 1984 beabsichtigte abzureißen. Die hierdurch auf die Seyd’sche Villa aufmerksam gewordene Untere Denkmalbehörde veranlasste daraufhin deren Unterschutzstellung.:123 1991 erfolgt eine Totalsanierung unter dem Wuppertaler Architekten Rudolf W. Hoppe. Nach einer Zwangsversteigerung im Jahr 2003, bei der das Anwesen zuvor auf 1.529.000 Euro veranschlagt wurde, wird die Villa heute als Mehrfamilienhaus genutzt. Die 1426 m² Wohnfläche verteilen sich dabei auf 18 Wohnungen.:144

## Architektur
Die großzügige Anlage im neobarocken Stil weist nach Einschätzung des Kunsthistorikers Axel Kirchhoff eine große Nähe zu dem Erbdrostenhof in Münster auf, der (1753–1757) nach Entwürfen von Johann Conrad Schlaun entstand. Während Bittsteller rechts vom Eingang in ein Empfangszimmer geführt wurden, um dort ihr Anliegen vorzutragen, wurden die Freunde der Familie durch eine zweiflügelige Tür in das große Vestibül geführt. Der zweigeschossige ovale Raum wird nach oben mit einem Oberlicht abgeschlossen. Über dieses auch als Festsaal genutzte Vestibül waren alle angrenzenden Räumlichkeiten wie Wohn- bzw. Musikzimmer, Billardzimmer oder Speisezimmer erschlossen. Die üppige Ausstattung vermittelt ein Gefühl des neobarocken Savoir-vivre und erinnert in ihrer Ausgestaltung ebenso an barocke Schlossbauten wie an Landhausvillen Oberitaliens.:145–148

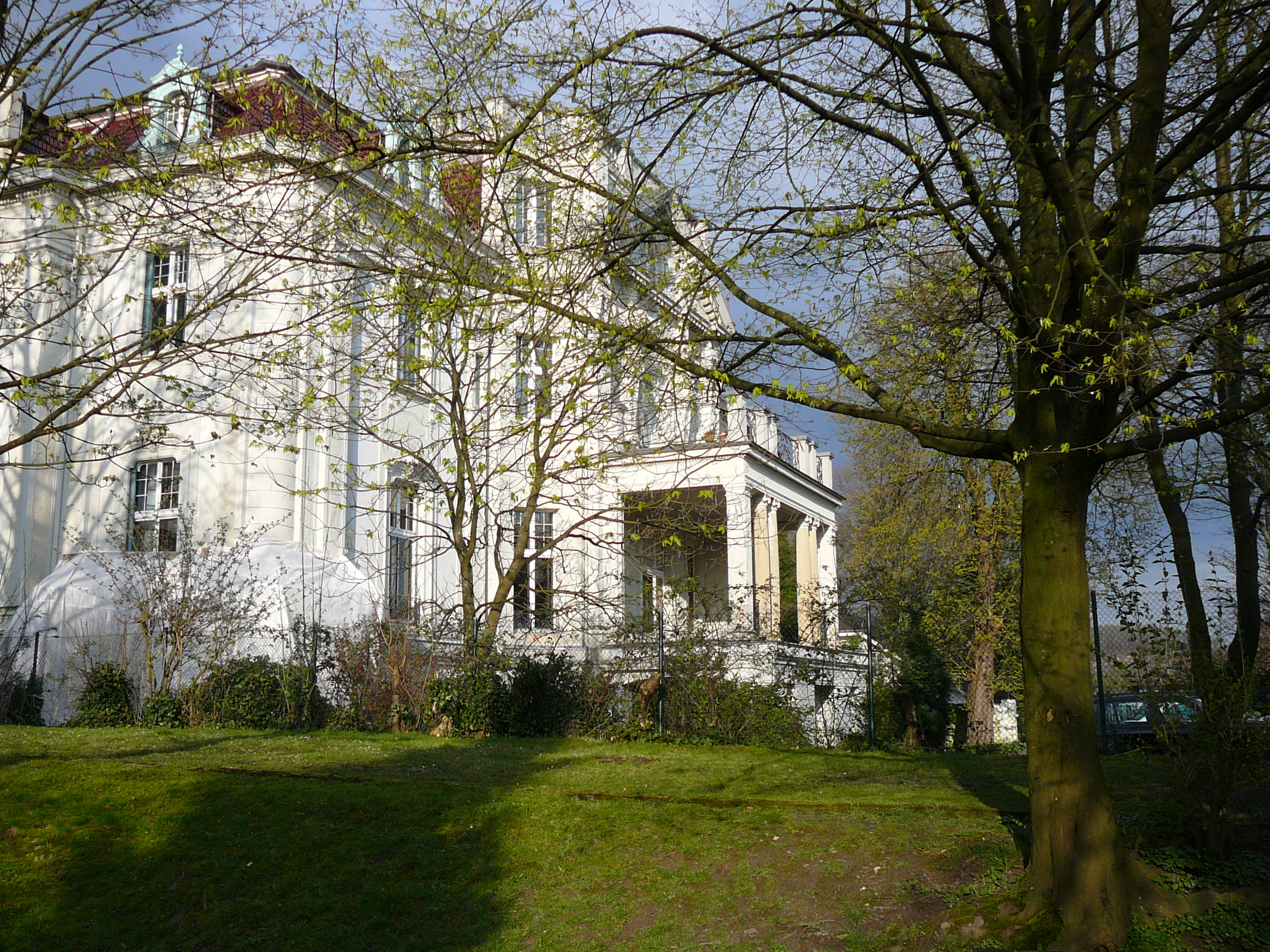
Rückwärtige Ansicht nach Nord-Ost
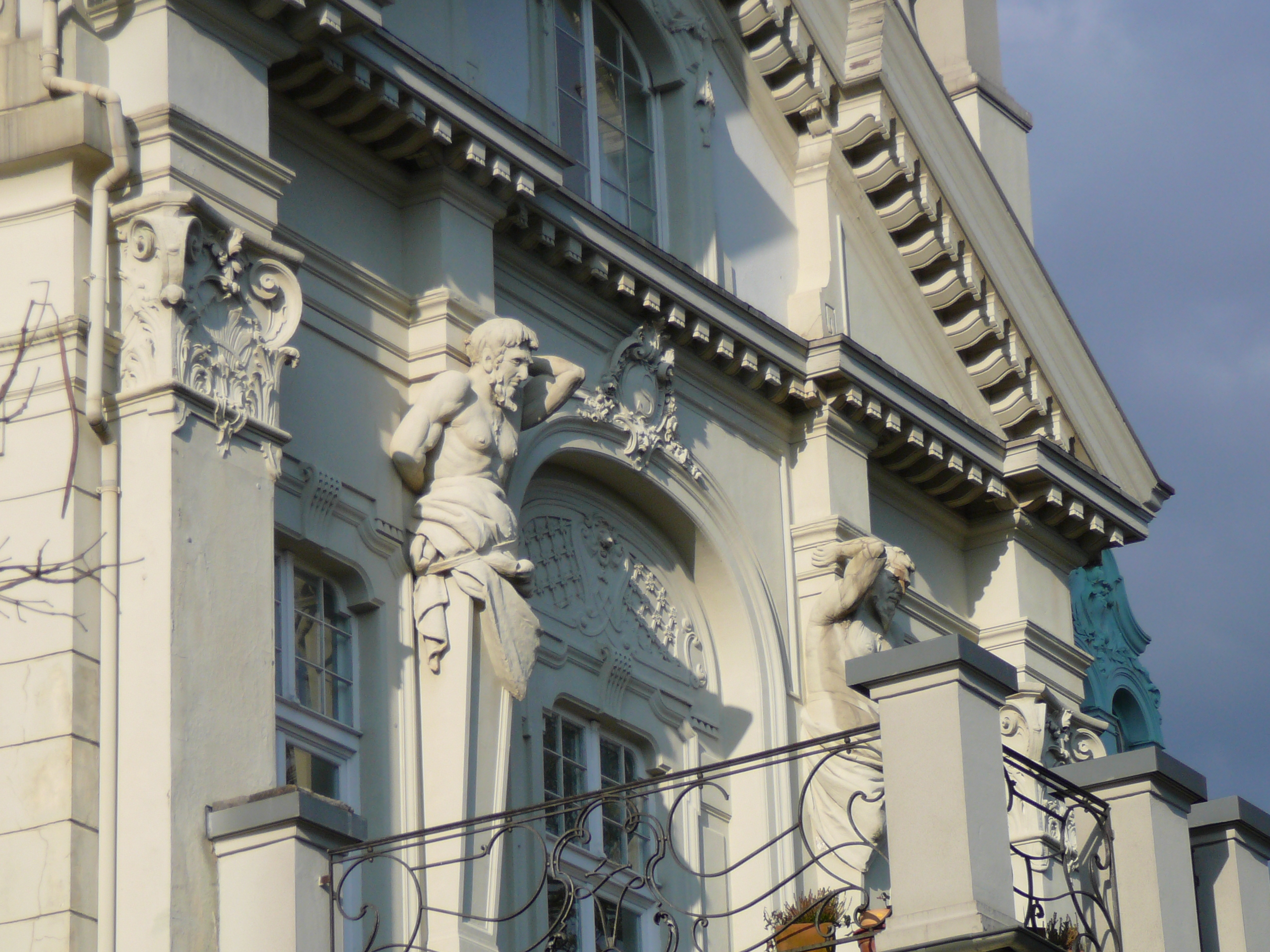
Detail der Südseite
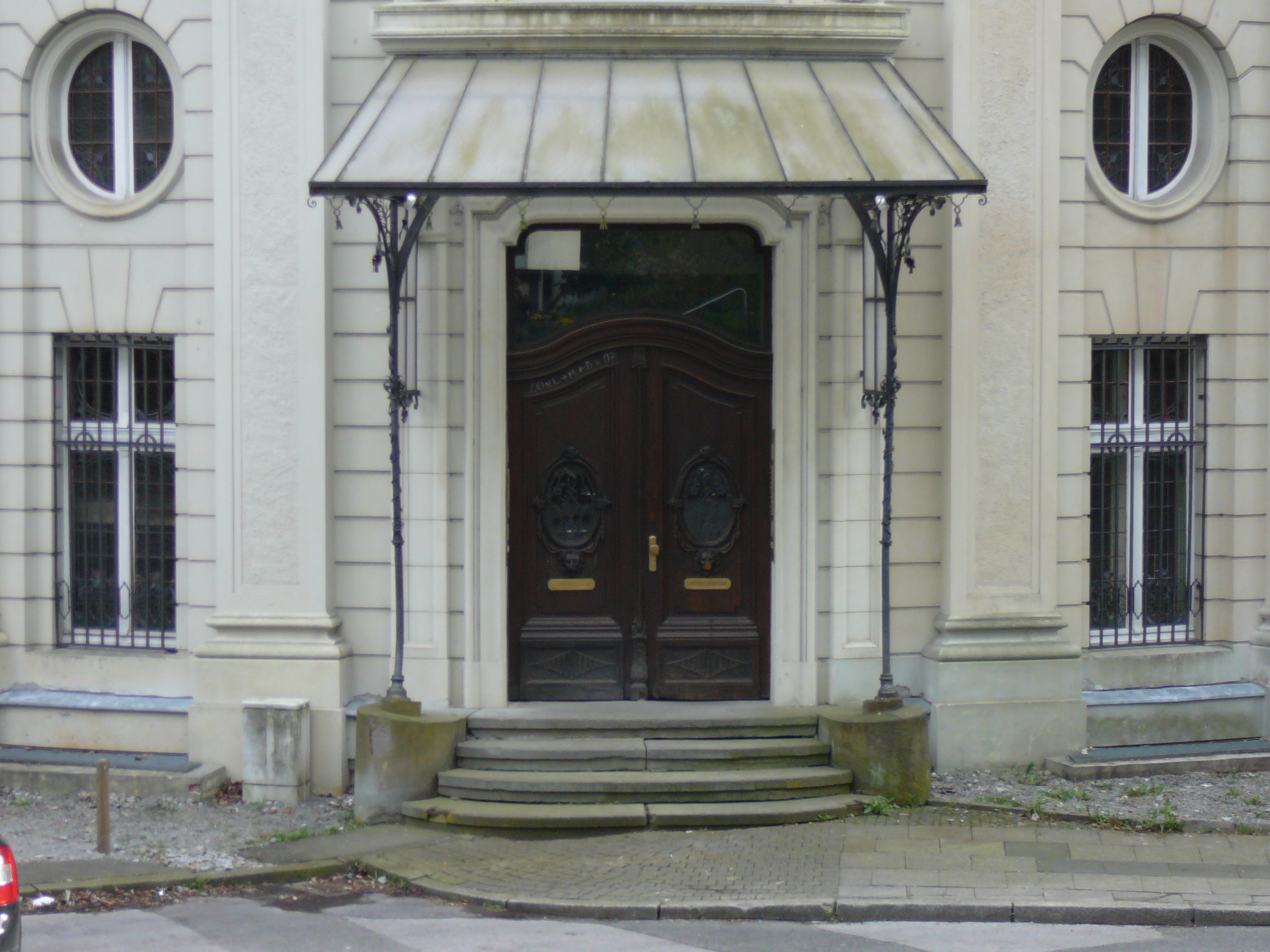
Eingangsportal auf der Nordseite